# رافاييل أسيفيدو
رافاييل أسيفيدو (بالإسبانية: Rafael Acevedo)‏ هو دراج كولومبي، ولد في 1954 في سوغاموسو ‏ في كولومبيا.

## وصلات خارجية
- رافاييل أسيفيدو على موقع أرشيف الدراجات (الإنجليزية)
- رافاييل أسيفيدو على موقع إحصائيات الدراجات الإحترافية (الإنجليزية)
- رافاييل أسيفيدو على موقع CycleBase (الإنجليزية)